# Júnior Alonso
Júnior Osmar Ignacio Alonso Mujica, meglio noto come Júnior Alonso (Asunción, 9 febbraio 1993), è un calciatore paraguaiano, difensore dell' Atlético Mineiro e della nazionale paraguaiana.

## Carriera

### Club

#### Cerro Porteño
L'esordio arriva il 10 marzo 2013 in occasione della sconfitta esterna, per 0-1, contro il Dep. Capiatá partendo da titolare e giocando tutti i novanta minuti di gioco. Il 1º agosto successivo disputa la sua prima partita in campo internazionale in occasione della trasferta pareggiata, per 1-1, contro i cileni dell'Universidad Católica. Tre giorni più tardi mette a segno la sua prima rete da professionista della vittoria casalinga, per 2-1, contro il Cerro Porteño P.F.. Il 7 dicembre dello stesso anno vince il suo primo campionato poiché la sua squadra porta a casa il suo trentesimo titolo nazionale della sua storia. Conclude la sua prima stagione da professionista con un bottino di 33 presenze e 1 rete.
Il 13 febbraio 2014 disputa la sua prima partita di Coppa Libertadores in occasione della sconfitta esterna, per 1-0, contro i colombiani del Deportivo Cali. Conclude la seconda stagione con la maglia del Cerro con un totale 42 presenze e 2 reti.
Il 31 maggio 2015 vince il suo secondo campionato poiché la sua squadra si piazza al primo posto con cinque punti di distacco dal Guarani. Il 2 agosto successivo disputa la centesima partita con indosso la maglia del club paraguaiano in occasione della vittoria interna, per 4-0, contro il General Díaz. La terza stagione la chiude con 43 presenze e 4 reti.
Il 21 aprile 2016 mette a segno il suo primo gol in campo internazionale in occasione della partita di Coppa Sudamericana vinta, per 1-0, contro i colombiani del Santa Fe. Conclude l'esperienza in patria con 168 partite disputate, 12 reti messe a segno e 2 titoli nazionali vinti risultando essere uno dei miglior giovani in circolazione.

#### Lilla e il prestiti
Il 31 gennaio 2017 viene acquistato dal club francese del Lilla per una cifra vicina ai 2,5 milioni di euro. L'esordio, scendendo in campo al 71º minuto di gioco, arriva il 18 febbraio successivo in occasione della vittoria esterna, per 0-1, contro il Caen. Conclude la sua prima stagione in Francia andando a totalizzare 14 presenze.
Il 6 agosto 2017, alla sua seconda stagione in Francia, mette a segno la sua prima rete con la maglia dei dogues in occasione della vittoria casalinga, per 3-0, contro il Nantes. Chiude la seconda stagione in Francia con un bottino di 37 presenze e 3 reti.
Il 14 agosto 2018 passa, a titolo temporaneo, agli spagnoli del Celta Vigo. L'esordio arriva quattro giorni più tardi in occasione del pareggio interno, per 1-1, contro l'Espanyol.
Conclusa l'esperienza in Spagna con 11 presenze totali, il 2 gennaio 2019, si trasferisce nuovamente in prestito al Boca Juniors.

#### Atlético Mineiro e Krasnodar
Il 2 luglio 2020 si trasferisce a titolo definitivo all'Atlético Mineiro per una cifra di 3 milioni euro.
Il 7 gennaio 2022 si trasferisce a titolo definitivo al Krasnodar. Il 3 marzo seguente il suo contratto viene sospeso.

### Nazionale
Nel 2013 ha rappresentato la nazionale paraguaiana sia al Campionato sudamericano di calcio Under-20 2013 che al Campionato mondiale di calcio Under-20 2013 andando a totalizzare un complessivo di 8 presenze e 2 reti.
L'11 ottobre 2013 ottiene l'esordio con la maglia della nazionale maggiore in occasione della partita valida per la qualificazione al mondiale 2014 pareggiata, per 1-1, contro il Venezuela. Il 23 marzo 2017 mette a segno la sua prima rete in occasione della partita valida per la qualificazione al mondiale 2018 vinta, per 2-1, contro l'Ecuador.

## Statistiche

### Presenze e reti nei club
Statistiche aggiornate al 26 aprile 2025.
| Stagione                | Squadra                 | Campionato              | Campionato | Campionato | Coppe nazionali | Coppe nazionali | Coppe nazionali | Coppe continentali | Coppe continentali | Coppe continentali | Altre coppe | Altre coppe | Altre coppe | Totale | Totale |
| Stagione                | Squadra                 | Comp                    | Pres       | Reti       | Comp            | Pres            | Reti            | Comp               | Pres               | Reti               | Comp        | Pres        | Reti        | Pres   | Reti   |
| ----------------------- | ----------------------- | ----------------------- | ---------- | ---------- | --------------- | --------------- | --------------- | ------------------ | ------------------ | ------------------ | ----------- | ----------- | ----------- | ------ | ------ |
| 2013                    | Cerro Porteño           | DP                      | 31         | 1          | -               | -               | -               | CL+CS              | 0+2                | 0                  | -           | -           | -           | 33     | 1      |
| 2014                    | Cerro Porteño           | DP                      | 30         | 2          | -               | -               | -               | CL+CS              | 8+4                | 0                  | -           | -           | -           | 42     | 2      |
| 2015                    | Cerro Porteño           | DP                      | 43         | 4          | -               | -               | -               | CL                 | 0                  | 0                  | -           | -           | -           | 43     | 4      |
| 2016                    | Cerro Porteño           | DP                      | 32         | 4          | -               | -               | -               | CL+CS              | 8+10               | 1+0                | -           | -           | -           | 50     | 5      |
| Totale Cerro Porteño    | Totale Cerro Porteño    | Totale Cerro Porteño    | 136        | 11         |                 | -               | -               |                    | 32                 | 1                  |             | -           | -           | 168    | 12     |
| gen.-giu. 2017          | Lilla                   | L1                      | 12         | 0          | CF+CdL          | 2+0             | 0               | UEL                | 0                  | 0                  | -           | -           | -           | 14     | 0      |
| 2017-2018               | Lilla                   | L1                      | 34         | 2          | CF+CdL          | 2+2             | 0+1             | -                  | -                  | -                  | -           | -           | -           | 38     | 3      |
| Totale Lilla            | Totale Lilla            | Totale Lilla            | 46         | 2          |                 | 6               | 1               |                    | -                  | -                  |             | -           | -           | 52     | 3      |
| 2018-gen.2019           | Celta Vigo              | PD                      | 9          | 0          | CR              | 2               | 0               | -                  | -                  | -                  | -           | -           | -           | 11     | 0      |
| gen.-giu 2019           | Boca Juniors            | PD                      | 7          | 0          | CdL             | 5               | 0               | CL                 | 2                  | 0                  | -           | -           | -           | 14     | 0      |
| 2019-2020               | Boca Juniors            | PD                      | 14         | 0          | CdL             | 1               | 0               | CL                 | 2                  | 0                  | -           | -           | -           | 17     | 0      |
| Totale Boca Juniors     | Totale Boca Juniors     | Totale Boca Juniors     | 21         | 0          |                 | 6               | 0               |                    | 4                  | 0                  |             | -           | -           | 31     | 0      |
| 2020                    | Atlético Mineiro        | M1/MG+A                 | 6+32       | 0+1        | CB              | 0               | 0               | -                  | -                  | -                  | -           | -           | -           | 38     | 1      |
| 2021                    | Atlético Mineiro        | M1/MG+A                 | 9+22       | 0+1        | CB              | 8               | 0               | CL                 | 12                 | 0                  | -           | -           | -           | 51     | 1      |
| 2022                    | Atlético Mineiro        | M1/MG+A                 | 1+31       | 0          | CB              | 2               | 0               | CL                 | 10                 | 0                  | SB          | 0           | 0           | 44     | 0      |
| gen.-giu. 2023          | Krasnodar               | PL                      | 12         | 1          | CR              | 7               | 0               | -                  | -                  | -                  | -           | -           | -           | 19     | 1      |
| 2023-2024               | Krasnodar               | PL                      | 29         | 0          | CR              | 6               | 0               | -                  | -                  | -                  | -           | -           | -           | 35     | 0      |
| Totale Krasnodar        | Totale Krasnodar        | Totale Krasnodar        | 41         | 1          |                 | 13              | 0               |                    | -                  | -                  |             | -           | -           | 54     | 1      |
| lug.-dic. 2024          | Atlético Mineiro        | M1/MG+A                 | 0+12       | 0+1        | CB              | 8               | 0               | CL                 | 7                  | 0                  | -           | -           | -           | 27     | 1      |
| 2025                    | Atlético Mineiro        | M1/MG+A                 | 9+6        | 0          | CB              | 3               | 0               | CS                 | 2                  | 0                  | -           | -           | -           | 20     | 0      |
| Totale Atletico Mineiro | Totale Atletico Mineiro | Totale Atletico Mineiro | 25+103     | 0+4        |                 | 21              | 0               |                    | 31                 | 0                  |             | -           | -           | 180    | 4      |
| Totale carriera         | Totale carriera         | Totale carriera         | 381        | 18         |                 | 48              | 1               |                    | 67                 | 1                  |             | -           | -           | 496    | 20     |

### Cronologia presenze e reti in nazionale
| Cronologia completa delle presenze e delle reti in nazionale ― Paraguay | Cronologia completa delle presenze e delle reti in nazionale ― Paraguay | Cronologia completa delle presenze e delle reti in nazionale ― Paraguay | Cronologia completa delle presenze e delle reti in nazionale ― Paraguay | Cronologia completa delle presenze e delle reti in nazionale ― Paraguay | Cronologia completa delle presenze e delle reti in nazionale ― Paraguay | Cronologia completa delle presenze e delle reti in nazionale ― Paraguay | Cronologia completa delle presenze e delle reti in nazionale ― Paraguay |
| Data                                                                    | Città                                                                   | In casa                                                                 | Risultato                                                               | Ospiti                                                                  | Competizione                                                            | Reti                                                                    | Note                                                                    |
| ----------------------------------------------------------------------- | ----------------------------------------------------------------------- | ----------------------------------------------------------------------- | ----------------------------------------------------------------------- | ----------------------------------------------------------------------- | ----------------------------------------------------------------------- | ----------------------------------------------------------------------- | ----------------------------------------------------------------------- |
| 11-10-2013                                                              | San Cristóbal                                                           | Venezuela                                                               | 1 – 1                                                                   | Paraguay                                                                | Qual. Mondiali 2014                                                     | -                                                                       |                                                                         |
| 5-3-2014                                                                | San José                                                                | Costa Rica                                                              | 2 – 1                                                                   | Paraguay                                                                | Amichevole                                                              | -                                                                       | 70’                                                                     |
| 29-5-2014                                                               | Kufstein                                                                | Camerun                                                                 | 1 – 2                                                                   | Paraguay                                                                | Amichevole                                                              | -                                                                       |                                                                         |
| 1-6-2014                                                                | Nizza                                                                   | Francia                                                                 | 1 – 1                                                                   | Paraguay                                                                | Amichevole                                                              | -                                                                       |                                                                         |
| 7-9-2014                                                                | Villaco                                                                 | Paraguay                                                                | 0 – 0                                                                   | Emirati Arabi Uniti                                                     | Amichevole                                                              | -                                                                       |                                                                         |
| 14-11-2014                                                              | Luque                                                                   | Paraguay                                                                | 2 – 1                                                                   | Perù                                                                    | Amichevole                                                              | -                                                                       |                                                                         |
| 11-10-2016                                                              | Córdoba                                                                 | Argentina                                                               | 0 – 1                                                                   | Paraguay                                                                | Qual. Mondiali 2018                                                     | -                                                                       |                                                                         |
| 10-11-2016                                                              | Asunción                                                                | Paraguay                                                                | 1 – 4                                                                   | Perù                                                                    | Qual. Mondiali 2018                                                     | -                                                                       | 74’ 75’                                                                 |
| 15-11-2016                                                              | La Paz                                                                  | Bolivia                                                                 | 1 – 0                                                                   | Paraguay                                                                | Qual. Mondiali 2018                                                     | -                                                                       |                                                                         |
| 23-3-2017                                                               | Asunción                                                                | Paraguay                                                                | 2 – 1                                                                   | Ecuador                                                                 | Qual. Mondiali 2018                                                     | 1                                                                       |                                                                         |
| 28-3-2017                                                               | San Paolo                                                               | Brasile                                                                 | 3 – 0                                                                   | Paraguay                                                                | Qual. Mondiali 2018                                                     | -                                                                       |                                                                         |
| 2-6-2017                                                                | Rennes                                                                  | Francia                                                                 | 5 – 0                                                                   | Paraguay                                                                | Amichevole                                                              | -                                                                       |                                                                         |
| 8-6-2017                                                                | Trujillo                                                                | Perù                                                                    | 1 – 0                                                                   | Paraguay                                                                | Amichevole                                                              | -                                                                       |                                                                         |
| 31-8-2017                                                               | Santiago del Cile                                                       | Cile                                                                    | 0 – 3                                                                   | Paraguay                                                                | Qual. Mondiali 2018                                                     | -                                                                       |                                                                         |
| 5-9-2017                                                                | Asunción                                                                | Paraguay                                                                | 1 – 2                                                                   | Uruguay                                                                 | Qual. Mondiali 2018                                                     | -                                                                       | 12’                                                                     |
| 11-10-2017                                                              | Asunción                                                                | Paraguay                                                                | 0 – 1                                                                   | Venezuela                                                               | Qual. Mondiali 2018                                                     | -                                                                       | 33’                                                                     |
| 28-3-2018                                                               | Cary                                                                    | Stati Uniti                                                             | 1 – 0                                                                   | Paraguay                                                                | Amichevole                                                              | -                                                                       | 53’                                                                     |
| 12-6-2018                                                               | Innsbruck                                                               | Giappone                                                                | 4 – 2                                                                   | Paraguay                                                                | Amichevole                                                              | -                                                                       |                                                                         |
| 20-11-2018                                                              | Durban                                                                  | Sudafrica                                                               | 1 – 1                                                                   | Paraguay                                                                | Amichevole                                                              | -                                                                       |                                                                         |
| 27-3-2019                                                               | Santa Clara                                                             | Messico                                                                 | 4 – 2                                                                   | Paraguay                                                                | Amichevole                                                              | -                                                                       | 49’                                                                     |
| 9-6-2019                                                                | Asunción                                                                | Paraguay                                                                | 2 – 0                                                                   | Guatemala                                                               | Amichevole                                                              | -                                                                       |                                                                         |
| 16-6-2019                                                               | Rio de Janeiro                                                          | Paraguay                                                                | 2 – 2                                                                   | Qatar                                                                   | Coppa America 2019 - 1º turno                                           | -                                                                       | cap.                                                                    |
| 19-6-2019                                                               | Belo Horizonte                                                          | Argentina                                                               | 1 – 1                                                                   | Paraguay                                                                | Coppa America 2019 - 1º turno                                           | -                                                                       |                                                                         |
| 23-6-2019                                                               | Salvador de Bahia                                                       | Colombia                                                                | 1 – 0                                                                   | Paraguay                                                                | Coppa America 2019 - 1º turno                                           | -                                                                       |                                                                         |
| 27-6-2019                                                               | Porto Alegre                                                            | Brasile                                                                 | 0 – 0 (4 – 3 dtr)                                                       | Paraguay                                                                | Coppa America 2019 - Quarti di finale                                   | -                                                                       | 37’                                                                     |
| 10-9-2019                                                               | Amman                                                                   | Giordania                                                               | 2 – 4                                                                   | Paraguay                                                                | Amichevole                                                              | -                                                                       | 53’                                                                     |
| 10-10-2019                                                              | Kruševac                                                                | Serbia                                                                  | 1 – 0                                                                   | Paraguay                                                                | Amichevole                                                              | -                                                                       | 90’                                                                     |
| 13-10-2019                                                              | Bratislava                                                              | Slovacchia                                                              | 1 – 1                                                                   | Paraguay                                                                | Amichevole                                                              | -                                                                       |                                                                         |
| 8-10-2020                                                               | Asunción                                                                | Paraguay                                                                | 2 – 2                                                                   | Perù                                                                    | Qual. Mondiali 2022                                                     | -                                                                       |                                                                         |
| 13-10-2020                                                              | Mérida                                                                  | Venezuela                                                               | 0 – 1                                                                   | Paraguay                                                                | Qual. Mondiali 2022                                                     | -                                                                       |                                                                         |
| 13-11-2020                                                              | Buenos Aires                                                            | Argentina                                                               | 1 – 1                                                                   | Paraguay                                                                | Qual. Mondiali 2022                                                     | -                                                                       |                                                                         |
| 17-11-2020                                                              | Asunción                                                                | Paraguay                                                                | 2 – 2                                                                   | Bolivia                                                                 | Qual. Mondiali 2022                                                     | -                                                                       |                                                                         |
| 8-6-2021                                                                | Asunción                                                                | Paraguay                                                                | 0 – 2                                                                   | Brasile                                                                 | Qual. Mondiali 2022                                                     | -                                                                       | 55’                                                                     |
| 14-6-2021                                                               | Goiânia                                                                 | Paraguay                                                                | 3 – 1                                                                   | Bolivia                                                                 | Coppa America 2021 - 1º turno                                           | -                                                                       |                                                                         |
| 21-6-2021                                                               | Brasilia                                                                | Argentina                                                               | 1 – 0                                                                   | Paraguay                                                                | Coppa America 2021 - 1º turno                                           | -                                                                       |                                                                         |
| 24-6-2021                                                               | Brasilia                                                                | Cile                                                                    | 0 – 2                                                                   | Paraguay                                                                | Coppa America 2021 - 1º turno                                           | -                                                                       |                                                                         |
| 28-6-2021                                                               | Rio de Janeiro                                                          | Uruguay                                                                 | 1 – 0                                                                   | Paraguay                                                                | Coppa America 2021 - 1º turno                                           | -                                                                       | 73’                                                                     |
| 2-7-2021                                                                | Goiânia                                                                 | Perù                                                                    | 3 – 3 dts (4 – 3 dtr)                                                   | Paraguay                                                                | Coppa America 2021 - Quarti di finale                                   | 1                                                                       |                                                                         |
| 2-9-2021                                                                | Quito                                                                   | Ecuador                                                                 | 2 – 0                                                                   | Paraguay                                                                | Qual. Mondiali 2022                                                     | -                                                                       | 67’                                                                     |
| 9-9-2021                                                                | Asunción                                                                | Paraguay                                                                | 2 – 1                                                                   | Venezuela                                                               | Qual. Mondiali 2022                                                     | -                                                                       | 20’                                                                     |
| 7-10-2021                                                               | Asunción                                                                | Paraguay                                                                | 0 – 0                                                                   | Argentina                                                               | Qual. Mondiali 2022                                                     | -                                                                       | 22’                                                                     |
| 13-10-2021                                                              | La Paz                                                                  | Bolivia                                                                 | 4 – 0                                                                   | Paraguay                                                                | Qual. Mondiali 2022                                                     | -                                                                       | 69’                                                                     |
| 11-11-2021                                                              | Asunción                                                                | Paraguay                                                                | 0 – 1                                                                   | Cile                                                                    | Qual. Mondiali 2022                                                     | -                                                                       |                                                                         |
| 16-11-2021                                                              | Barranquilla                                                            | Colombia                                                                | 0 – 0                                                                   | Paraguay                                                                | Qual. Mondiali 2022                                                     | -                                                                       |                                                                         |
| 27-1-2022                                                               | Asunción                                                                | Paraguay                                                                | 0 – 1                                                                   | Uruguay                                                                 | Qual. Mondiali 2022                                                     | -                                                                       | 86’                                                                     |
| 1-2-2022                                                                | Belo Horizonte                                                          | Brasile                                                                 | 4 – 0                                                                   | Paraguay                                                                | Qual. Mondiali 2022                                                     | -                                                                       | 78’                                                                     |
| 29-3-2022                                                               | Lima                                                                    | Perù                                                                    | 2 – 0                                                                   | Paraguay                                                                | Qual. Mondiali 2022                                                     | -                                                                       |                                                                         |
| 27-9-2022                                                               | Siviglia                                                                | Paraguay                                                                | 0 – 0                                                                   | Marocco                                                                 | Amichevole                                                              | -                                                                       | 78’                                                                     |
| 27-3-2023                                                               | Santiago del Cile                                                       | Cile                                                                    | 3 – 2                                                                   | Paraguay                                                                | Amichevole                                                              | -                                                                       |                                                                         |
| 18-6-2023                                                               | Asunción                                                                | Paraguay                                                                | 2 – 0                                                                   | Nicaragua                                                               | Amichevole                                                              | -                                                                       |                                                                         |
| 12-9-2023                                                               | Maturín                                                                 | Venezuela                                                               | 1 – 0                                                                   | Paraguay                                                                | Qual. Mondiali 2026                                                     | -                                                                       |                                                                         |
| 12-10-2023                                                              | Buenos Aires                                                            | Argentina                                                               | 1 – 0                                                                   | Paraguay                                                                | Qual. Mondiali 2026                                                     | -                                                                       | 21’ 76’                                                                 |
| 7-6-2024                                                                | Lima                                                                    | Perù                                                                    | 0 – 0                                                                   | Paraguay                                                                | Amichevole                                                              | -                                                                       | 72’                                                                     |
| 16-6-2024                                                               | Panama                                                                  | Panama                                                                  | 0 – 1                                                                   | Paraguay                                                                | Amichevole                                                              | -                                                                       |                                                                         |
| 6-9-2024                                                                | Montevideo                                                              | Uruguay                                                                 | 0 – 0                                                                   | Paraguay                                                                | Qual. Mondiali 2026                                                     | -                                                                       |                                                                         |
| 10-9-2024                                                               | Asunción                                                                | Paraguay                                                                | 1 – 0                                                                   | Brasile                                                                 | Qual. Mondiali 2026                                                     | -                                                                       | 70’                                                                     |
| 15-10-2024                                                              | Asuncion                                                                | Paraguay                                                                | 2 – 1                                                                   | Venezuela                                                               | Qual. Mondiali 2026                                                     | -                                                                       |                                                                         |
| 14-11-2024                                                              | Asunción                                                                | Paraguay                                                                | 2 – 1                                                                   | Argentina                                                               | Qual. Mondiali 2026                                                     | -                                                                       |                                                                         |
| 19-11-2024                                                              | El Alto                                                                 | Bolivia                                                                 | 2 – 2                                                                   | Paraguay                                                                | Qual. Mondiali 2026                                                     | -                                                                       |                                                                         |
| 20-3-2025                                                               | Asunción                                                                | Paraguay                                                                | 1 – 0                                                                   | Cile                                                                    | Qual. Mondiali 2026                                                     | -                                                                       |                                                                         |
| 25-3-2025                                                               | Barranquilla                                                            | Colombia                                                                | 2 – 2                                                                   | Paraguay                                                                | Qual. Mondiali 2026                                                     | 1                                                                       |                                                                         |
| 5-6-2025                                                                | Asunción                                                                | Paraguay                                                                | 2 – 0                                                                   | Uruguay                                                                 | Qual. Mondiali 2026                                                     | -                                                                       |                                                                         |
| 10-6-2025                                                               | San Paolo                                                               | Brasile                                                                 | 1 – 0                                                                   | Paraguay                                                                | Qual. Mondiali 2026                                                     | -                                                                       | 6’ 86’                                                                  |
| Totale                                                                  |                                                                         | Presenze                                                                | 63                                                                      |                                                                         | Reti                                                                    | 3                                                                       |                                                                         |

## Palmarès

### Club

#### Competizioni nazionali
- Campionato paraguaiano: 2

Zamora: Clausura 2013, Apertura 2015
- Supercopa Argentina: 1

Boca Juniors: 2018
- Campionato argentino: 1

Boca Juniors: 2019-2020
- Campionato brasiliano: 1

Atletico Mineiro: 2021
- Coppa del Brasile: 1

Atlético Mineiro: 2021

#### Competizioni statali
- Campionato mineiro: 4

Atlético Mineiro: 2020, 2021, 2022, 2025